# Tuffi ai XV Giochi panamericani
I concorsi dei tuffi ai XVII Giochi panamericani si sono disputati a Rio de Janeiro, in Brasile, dal 25 al 28 luglio 2007.

## Risultati

### Uomini
| Evento                     | Oro                                     | Perform. | Argento                                         | Perform. | Bronzo                                     | Perform. |
| Tuffi individuali          |                                         |          |                                                 |          |                                            |          |
| Trampolino 3m (dettagli)   | Alexandre Despatie                      | 503,65   | César Castro                                    | 492,70   | Troy Dumais                                | 484,25   |
| Piattaforma 10m (dettagli) | José Antonio Guerra                     | 527,40   | Rommel Pacheco                                  | 510.15   | Alexandre Despatie                         | 505,80   |
| Tuffi sincronizzati        |                                         |          |                                                 |          |                                            |          |
| Trampolino 3m (dettagli)   | Stati Uniti Troy Dumais Mitch Richeson  | 422,52   | Cuba Erick Fornaris Álvarez Jorge Betancourt    | 407,10   | Canada Alexandre Despatie Arturo Miranda   | 401,40   |
| Piattaforma 10m (dettagli) | Stati Uniti David Boudia Thomas Finchum | 437,64   | Cuba Erick Fornaris Álvarez José Antonio Guerra | 421,91   | Colombia Juan Guillermo Urán Víctor Ortega | 416,10   |

### Donne
| Evento                     | Oro                                       | Perform. | Argento                                    | Perform. | Bronzo                                          | Perform. |
| Tuffi individuali          |                                           |          |                                            |          |                                                 |          |
| Trampolino 3m (dettagli)   | Paola Espinosa                            | 361,20   | Laura Sánchez Soto                         | 347,45   | Kelci Bryant                                    | 344,14   |
| Piattaforma 10m (dettagli) | Paola Espinosa                            | 380,95   | Haley Ishimatsu                            | 364,60   | Juliana Veloso                                  | 356,25   |
| Tuffi sincronizzati        |                                           |          |                                            |          |                                                 |          |
| Trampolino 3m (dettagli)   | Messico Laura Sánchez Soto Paola Espinosa | 307,80   | Stati Uniti Ariel Rittenhouse Kelci Bryant | 305,10   | Canada Meaghan Benfeito Kelly MacDonald         | 276,60   |
| Piattaforma 10m (dettagli) | Canada Émilie Heymans Marie-Ève Marleau   | 327,30   | Messico Tatiana Ortiz Paola Espinosa       | 325,14   | Stati Uniti Haley Ishimatsu Mary Beth Dunnichay | 297,54   |

## Medagliere
| Posizione | Nazione     | Oro | Argento | Bronzo | Totale |
| --------- | ----------- | --- | ------- | ------ | ------ |
| 1         | Messico     | 3   | 3       | 0      | 6      |
| 2         | Stati Uniti | 2   | 2       | 3      | 7      |
| 3         | Canada      | 2   | 0       | 3      | 5      |
| 4         | Cuba        | 1   | 2       | 0      | 3      |
| 5         | Brasile     | 0   | 1       | 1      | 2      |
| 6         | Colombia    | 0   | 0       | 1      | 1      |
| Totale    | Totale      | 8   | 8       | 8      | 24     |